# Ngouri
Ngouri és una ciutat i sostsprefectura al Txad, situada a la regió de Lac. És el centre administratiu del departament de Wayi. A l'oest de la ciutat, hi ha un petit aeroport homònim.

## Ubicació geogràfica
La ciutat està situada en l'oest del Txad, al nord-est del llac Txad, a una altitud de 303 metres sobre el nivell de la mar. Està situada a uns 165 quilòmetres al nord-nord-est de la capital N'Djamena.